# 樱草蔷薇
樱草蔷薇（学名：Rosa primula），为蔷薇科蔷薇属下的一个种。

## 扩展阅读
維基物種上的相關：樱草蔷薇